# Gerhard Schedl Musiktheaterpreis
Der Gerhard Schedl Musiktheaterpreis ist eine von der Neuen Oper Wien im Jahr 2009 eingerichtete Auszeichnung für neue Werke des Musiktheaters, der nach dem österreichischen Komponisten Gerhard Schedl benannt wurde. Der Preis ist mit 25.000 Euro dotiert. Das ausgezeichnete Werk wird vom Musikverlag Doblinger herausgegeben. Gerhard Schedl war einer der herausragenden österreichischen Musiktheater-Komponisten des 20. Jahrhunderts.

## Preisträger
Zum ersten Preisträger 2009 wurde der Münchener Komponist Markus Lehmann-Horn gekürt. Die Jury wählte ihn für sein Werk Bruder Woyzeck – Traumfalle, das von der Neuen Oper Wien im April 2012 uraufgeführt wurde.